# Hidarnes III
Hidarnes III (em grego: Ιδάρνης; romaniz.: Hydárnēs; em persa antigo: 𐎻𐎡𐎭𐎼𐎴; romaniz.: Vidṛna) foi um oficial militar do Império Aquemênida, ativo no século V a.C. durante o reinado do xainxá Dario II (r. 423–404 a.C.). 

## Nome
Hidarnes (Hydárnēs) é a transliteração grega do persa antigo Vidṛna, que por sua vez se relaciona ao elamita Mitarna, Miturna, ao babilônico Úmidārnaʾ e Ú(ʾ)dārna-ʾ, ao lício Widrñna- e talvez ao aramaico Wdrn. Em grego, o nome ainda foi registrado como Idérnēs e Idárnēs, e em latim como Idarnes. No que diz respeito à etimologia desse antropônimo, ainda há debates a respeito de seu significado. L. Isebaert, por exemplo, propôs que significaria "aquele que está perfurando o culpado".

## Vida

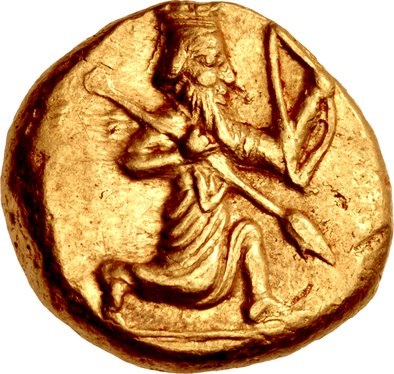
Dárico cunhado entre os reinados de e

Hidarnes era filho de um nobre iraniano desconhecido, provável filho de Hidarnes II, um oficial militar do Império Aquemênida ativo durante o reinado do xainxá Xerxes I (r. 486–465 a.C.). De acordo com Estrabão, relatando a tradição sobrevivente a respeito da origem dos orôntidas, que descendiam da linhagem de Hidarnes, essa família estava associada a Hidarnes I, um dos Sete Persas que, sob comando do futuro xainxá Dario I (r. 522–486 a.C.), participaram no golpe que derrubou Esmérdis (r. 522 a.C.). Por conseguinte, as fontes colocam que Bagabigna, pai de Hidarnes I, era originário da Báctria, dando uma origem iraniana oriental à família.
Sabe-se, a partir de informações extraídas de Ctésias de Cnido e da estela de Xanto, que Hidarnes III era pai de Tissafernes e Teritucmes, oficiais aquemênidas dos séculos V e IV a.C., e Estatira, que casaria com o xainxá Artaxerxes II (r. 405/4–359/8 a.C.). Ferdinand Justi sugeriu, a partir de evidência adicional extraída em Ctésias e outras fontes, que também fosse pai dos nobres Roxana, Metrostes e Hélico, que foram executados em 410 a.C. a mando da rainha-mãe Parisátide, e do oficial Mazeu.
Quase nada se sabe sobre a carreira de Hidarnes III, salvo que deve ter sido sátrapa da Armênia no século V a.C., mas a identidade de seu antecessor é desconhecida. Seu filho Teritucmes o sucederia anos depois nessa posição. Na Anábase de Xenofonte (7.8.25) há uma lista interpolada de sátrapas na qual se nomeia certo Dernes como sátrapa da Fenícia e Arábia. Theodor Nöldeke sugeriu que fosse uma corrupção do nome de Hidarnes, mas essa associação é incerta e problemática. Também existem vários indivíduos de mesmo nome citados em documentos babilônicos de Nipur entre o período de 432 e 419 a.C., mas é indeterminado se é possível associar essas menções ao sátrapa armênio.